# Bretz (Familienname)
Bretz ist ein deutscher Familienname.

## Herkunft und Bedeutung
Bretz ist ein indirekter Berufsname für einen (Brezen)-Bäcker.

## Namensträger
- Edwin Bretz (* 1921), deutscher Fußballspieler
- Gábor Bretz (* 1974), ungarischer Opernsänger der Stimmlage Bass
- George Bretz (1880–1956), kanadischer Lacrossespieler
- Greg Bretz (* 1990), US-amerikanischer Snowboard-Rennläufer
- J Harlen Bretz (1882–1981), US-amerikanischer Geologe
- John L. Bretz (1852–1920), US-amerikanischer Politiker
- Julius Bretz (1870–1953), deutscher Maler
- Steeven Bretz (* 1976), deutscher Politiker (CDU)